# Давидович, Самуил Давидович
Самуил Давидович Давидович (1898 — 1988) — начальник военного научно-исследовательского института Военной академии механизации и моторизации, генерал-майор инженерно-танковой службы (1943).

## Биография
Родился в семье служащего-еврея, в 1918 году окончил гимназию в Килие. В Красной армии с 1919 года, участник Гражданской войны. В 1920 году окончил артиллерийскую школу, в 1925 году — Военно-техническую академию. Работал членом технического комитета Красной армии.
С 1930 по 1941 год — начальник танкотехнической кафедры Военной академии механизации и моторизации. Затем до 1948 года начальник военного научно-исследовательского института ВАММ РККА. В 1943 году был на фронте Великой Отечественной войны.
С 1948 по 1961 год — заместитель начальника научно-исследовательского полигона. Уволен в отставку 15 мая 1961 года. Умер 8 апреля 1988 года.

## Звания
- бригинженер (20 февраля 1938);
- генерал-майор (7 февраля 1943).

## Награды
- орден Ленина;
- два ордена Красного Знамени;
- ордена Отечественной войны 1-й и 2-й степеней;
- орден Красной Звезды;
- медали.